# David N. Power
David Noel Power (* 14. Dezember 1932 in Dublin; † 19. Juni 2014 in Washington, D.C.) war ein irischer Theologe.
David N. Power trat 1950 in Cahermoyle in das Noviziat der Oblaten ein. 1954 legte er in Roviano seine ewigen Gelübde ab. Am 22. Dezember 1956 wurde er in Rom zum Priester geweiht. 1968 promovierte er an der Päpstlichen Universität St. Anselmo in Rom zum Doktor der Theologie. Von 1957 bis 1971 lehrte er am Oblaten-Seminar in Piltown sowie am Milltown Institute of Philosophy and Theology in Dublin. Von 1977 bis 2000 lehrte er als Professor an der School of Theology and Religious Studies der Catholic University of America. 1992 verlieh ihm die North American Academy of Liturgy den Berakah Award, 1996 erhielt er den John Courtney Murray Award der Catholic Theological Society of America. Bei der internationalen Zeitschrift Concilium war er mit Luis Maldonado (1930–2017) bzw. Mary Collins OSB (* 1935) Sektionsleiter für Liturgik.

## Veröffentlichungen (Auswahl)
- Unsearchable Riches. The Symbolic Nature of Liturgy. New York 1984.
- The sacrifice we offer. The Tridentine dogma and its reinterpretation. New York 1987.
- "The Word of the Lord". Liturgy's use of scripture. Maryknoll, NY 2001.
- Mission, ministry, order. Reading the tradition in the present context. New York 2008.
- Love without calculation. A reflection on divine Kenosis. New York 2005.